# Colchicum atticum
Colchicum atticum là một loài thực vật có hoa trong họ Colchicaceae. Loài này được Spruner ex Tommas. miêu tả khoa học đầu tiên năm 1840.